# Mahmoud Mersal
Mahmoud Mersal (en arabe : محمود مرسال) est un boxeur égyptien né le 16 décembre 1940.

## Carrière
Mahmoud Mersal obtient la médaille de bronze dans la catégorie des poids mouches aux Jeux méditerranéens de Naples en 1963. Aux Jeux olympiques d'été de 1964 à Tokyo, il est éliminé au premier tour dans la catégorie des poids mouches par l'Italien Fernando Atzori.
Il est ensuite médaillé d'argent dans cette même catégorie aux championnats d'Afrique de Lusaka en 1968.